# Solomon Ioudovine
Solomon Ioudovine (en russe : Шлойме Борухович Юдовин, ; né en 1892 à Bechenkovitchi, district de Lepiel, gouvernement de Vitebsk, mort à Leningrad en 1954) est un graphiste, peintre, graveur, photographe, illustrateur, ethnographe, biélorusse puis soviétique, représentant de la « renaissance juive » et de l'art moderne.

## Biographie

### Enfance et adolescence
En 1906, à l'âge de 14 ans, Solomon Ioudovine entre à l'école de dessin et de peinture d'Iouri Pen à Vitebsk,
En 1910, grâce à l'aide de son oncle Shalom Anski il part pour Saint-Pétersbourg où il étudie à la " Société d'encouragement des arts " (dirigée à cette époque par Nicolas Roerich, et en même temps de 1911 à 1913 dans les ateliers de Bernchtein et de Mstislav Doboujinski,.
Il est membre de la société juive pétersbourgeoise d'encouragement des arts de 1915 à 1919.

### Participation aux expéditions deShalom Anski

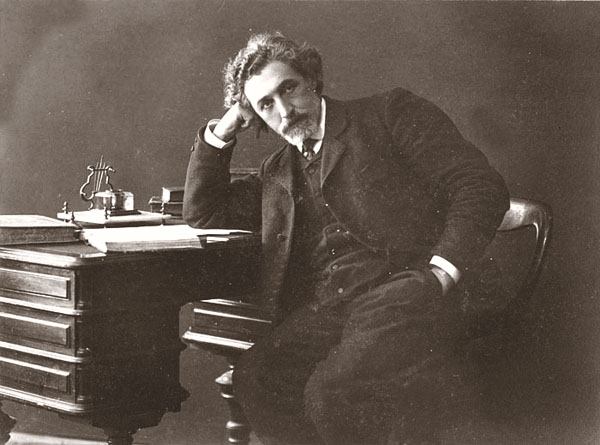
Shalom Anski 1910

Durant sa jeunesse, Ioudovine s'intéresse au mouvement « Renaissance européenne », qui était une section du mouvement artistique de l'avant-garde russe. C'est au sein de ce mouvement que se forment ses intérêts et ses tendances artistiques personnelles. Quant aux membres de « Renaissance européenne », ils voient l'intérêt d'Ioudovine pour l'étude et l'interprétation du style de vie juif, des coutumes nationales de cette population. Il partage entièrement les vues et les objectifs du mouvement et c'est pourquoi il prend part avec enthousiasme à une expédition ethnographique et d'étude du folklore, dans les villages et hameaux de la Zone de résidence de l'ouest de l'Ukraine (en Podolie en Volhynie et dans le gouvernement de Kiev) durant les années 1912 à 1914,,. Cette expédition est organisée par une société juive d'histoire et d'ethnographie sous la direction de Shalom Anski grâce au mécénat de Vladimir Günzburg — fils du baron Horace Günzburg.

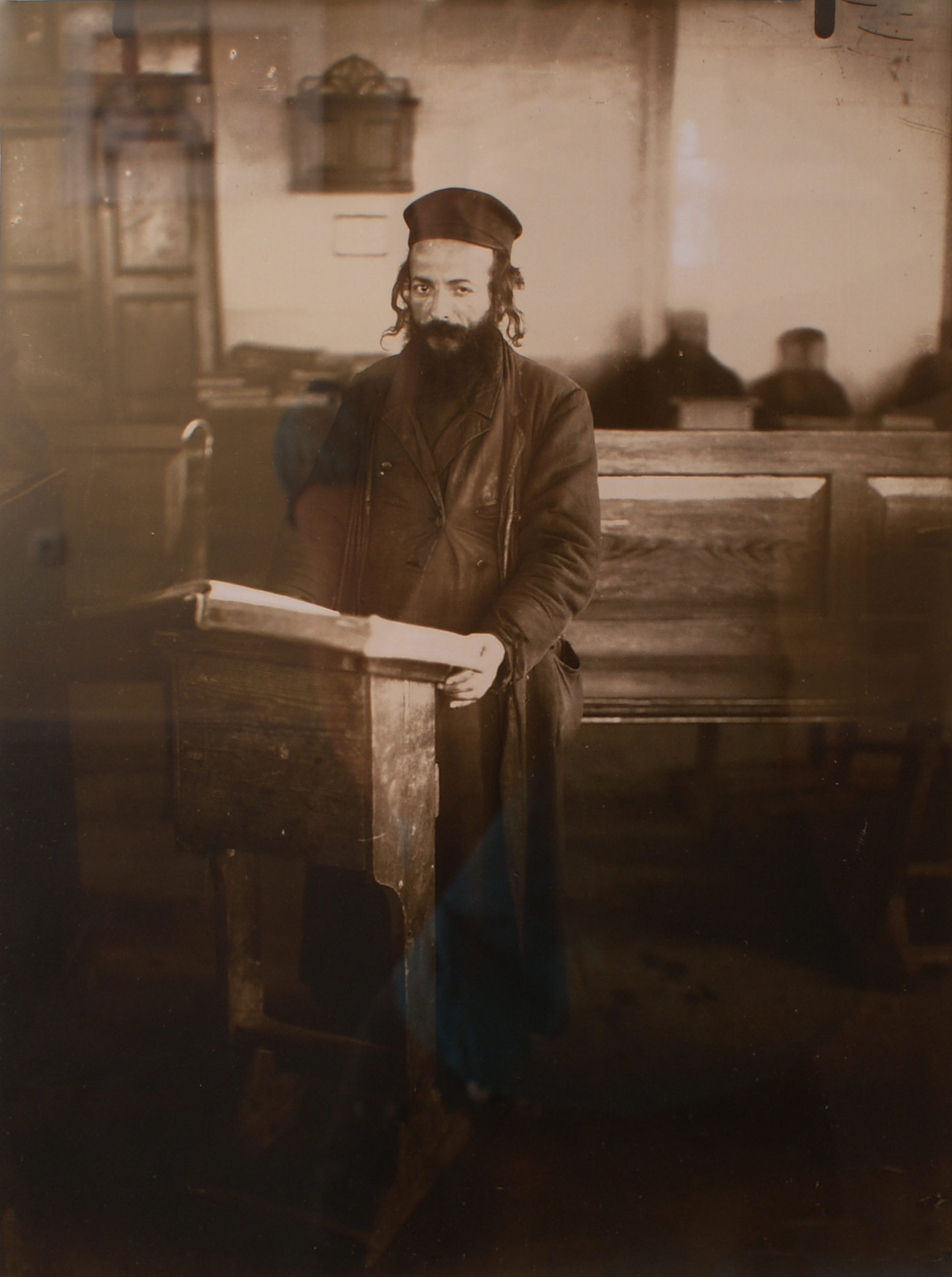
Talmudiste. Photo réalisée par S. Ioudovine 1912-14.

La préservation de l'art populaire juif dans l'empire russe est le but premier de ces expéditions, dans lesquelles Ioudovine remplit les fonctions de secrétaire, de peintre et de photographe. Il prend des croquis et photographie tout ce qui a trait au judaïsme : des objets de la vie courante, des rituels, des pierres tombales, des fresques dans les synagogues, des ornements juifs. Il étudie les particularités artistiques de la liturgie juive et des arts décoratifs. Comme photographe, Ioudovine utilise la technique du pictorialisme et tente de donner à ses photos un caractère artistique en travaillant ses prises de vue et ses développements,,.
La valeur à la fois historique et artistique des photos d'Ioudovine transparaît dans ses représentations de travailleurs juifs, d'artisans et encore des différentes formes de travaux collectifs tels que les artels des cordeliers, des fabricants de cigarettes, des tisseurs, des fabricants d'allumettes et d'autres encore,. L'importance des travaux d'Ioudovine lors de cette expédition vient du fait que ses photos sont les dernières qui montrent la vie traditionnelle des Juifs dans la zone de résidence qui disparaîtra bientôt durant la Première Guerre mondiale, sous le régime soviétique et puis définitivement après la Shoah. Il expose à Petrograd en 1917 des travaux graphiques inspirés des expéditions ethnographiques. En 1920, sur base des matériaux rassemblés par Ioudovine, il édite un album intitulé « Ornements populaires juifs » composé de 26 linogravures.

### Retour à Vitebsk
En 1918, Ioudovine revient à Vitebsk, à l'École artistique de Vitebsk, et en 1922, il est choisi comme pro-recteur pour la partie économat. C'est l'époque où Vera Ermolaeva remplace Marc Chagall comme rectrice de l'école de 1921 à 1922. Ioudovine a toutefois été peu influencé par son contact avec l'art avant-gardiste. Il est resté artiste figuratif, plus attiré par le passé que par le futur.
De septembre 1922 à septembre 1923, Ioudovine enseigne surtout les disciplines graphiques à l'école artistique de Vitebsk, et à l'école populaire artistique de Vitebsk et encore au « Tekhnikoum pédagogique juif ».
Pendant toute la période d'existence de l'école artistique de Vitebsk, un grand éventail de cours fut proposé, car les professeurs étaient de différentes tendances : le réalisme (Mstislav Doboujinski, Iouri Pen, Solomon Ioudovine), l'impressionnisme, l'expressionnisme (Chagall), le cézannisme Robert Falk, le cubo-futurisme (Vera Ermolaeva), le suprématisme (Kasimir Malevitch), le constructivisme (Jean Pougny, Lazar Lissitzky). Dans son autobiographie Ma vie, Marc Chagall écrit : « Il suffisait que quelqu'un en exprimât le désir, je l'invitais aussitôt ; ayant pitié de lui, à être professeur dans mon école. Car je voulais que toutes les tendances de l'art y fussent représentées »
Ioudovine dirige aussi le cercle artistique Isaac Leib Peretz, fréquenté par des intellectuels yiddishistes à Vitebsk. Ensemble avec Marc Chagall, Iouri Pen et Abram Brazer, Ioudovin prend part à l'« Exposition des artistes juifs », et entre à la commission artistique pour l'embellissement de Vitebsk lors des fêtes organisées pour les anniversaires de la révolution d'octobre 1917,. En 1918, un jury composé entre autres de Chagall et Mstislav Doboujinski organise un concours d'esquisses d'enseignes pour l'école de Vitbebsk et d'autres institutions de la ville pour son embellissement. Il retint trois esquisses dont une d'Ioudovine. 

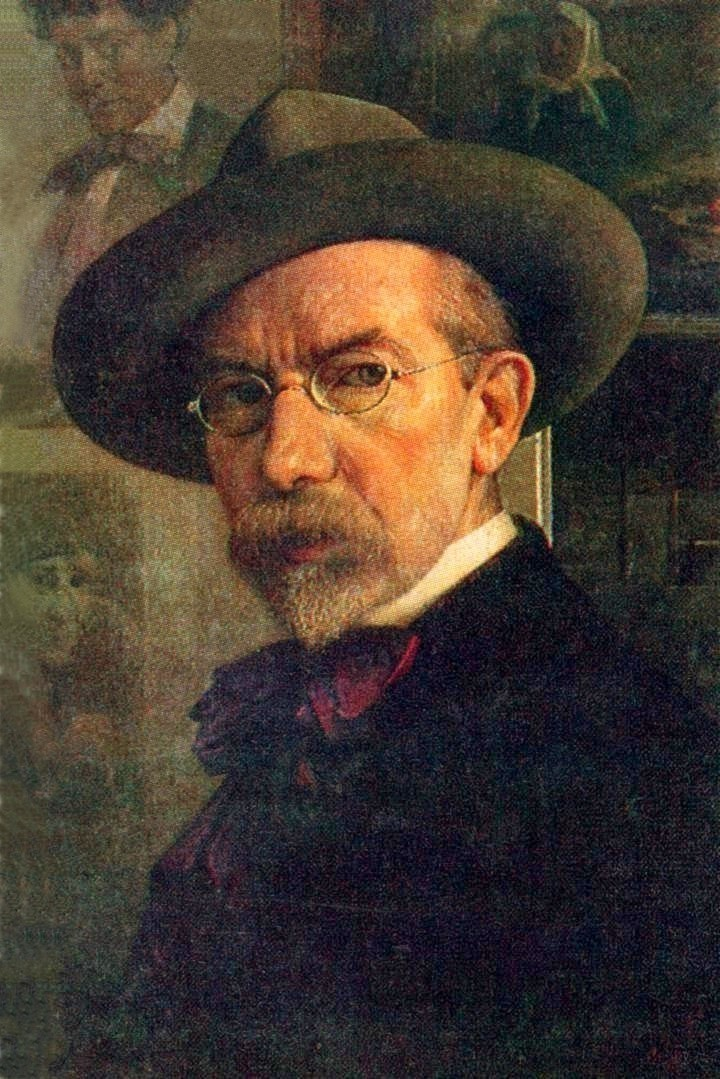
Iouri Pen Autoportrait. 1922

En août-septembre 1923, l'Institut pratique des arts de Vitebsk est réorganisé et son statut diminué en celui d'un simple Tekhnikoum artistique (collège). Cela entraîne un conflit entre les enseignants et la direction. En premier lieu, la commission des enseignants, dont Ioudovine fait partie, ne réussit pas à empêcher le transfert de l'établissement de l'hôtel de maître (« La maison Vichniaka») situé dans la rue Boukharinsha vers un bâtiment tout à fait inadapté, une ancienne synagogue hassidique située au 15 rue Volodarsky. Puis le nouveau directeur prend la décision de faire repasser des examens de contrôle à tous les étudiants. Il décide ensuite, sans consultation avec les professeurs, de réorganiser l'enseignement. Iouri Pen (le pro-recteur pour les travaux pratiques), S. Ioudovine et Efim Minine trouvent ce comportement insultant et, ensemble avec 23 étudiants, font une déclaration publique commune pour faire part de leur décision de quitter l'institut vu le comportement autoritaire du nouveau directeur. L'ambiance post-révolutionnaire et démocratique avait disparu au niveau de l'organisation des écoles et le bolchévisme instaurait petit à petit ses règles nouvelles et contraignantes.

### À Leningrad avant la guerre
En 1923, Ioudovine est invité à Petrograd pour occuper les fonctions de secrétaire des études et de conservateur du Musée de Petrograd d'histoire et d'ethnographie de la « Société juive historique et ethnographique », situé dans le bâtiment de l'hospice juif « A. M. Günzburg ».

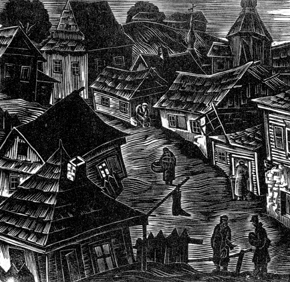
S.Ioudovine. Vitebsk. 1926.

Cette invitation n'était pas due au hasard. Le musée avait été créé pour l'étude et la recherche systématique des documents ramenés par l'expédition Shalom Anski auquel Ioudovine avait pris part de manière significative. L'artiste travailla au musée jusqu'à sa fermeture en 1928,.
Avant la Grande Guerre patriotique, quand il vivait à Leningrad, Ioudovine créa une série de gravures intitulées « Guerre civile » (1928) et « Défense de Pétrograd pendant l'offensive d'Ioudenitch » (1933).

### Période de guerre et décès
À l'époque de la Seconde Guerre mondiale et jusqu'à la mi-1942, il vécut le siège de Leningrad et ses conditions extrêmement difficiles et reproduit des vues de la ville assiégée et de ses défenseurs. Finalement, il est évacué vers le village de Karabikha près d'Iaroslavl avant la fin du siège.
Dans ce village, il travaille au musée-réserve « Nikolaï Nekrassov », sur une série de gravures de la série « Nekrassov », puis en 1944, il retourne à Leningrad et termine sa série de gravures sur le thème « Leningrad durant la Seconde Guerre mondiale » qui furent regroupées en album en 1948. La plupart de ces œuvres sont réalisées dans le style généralement adopté à cette époque pour des commandes officielles. Mais Ioudovine parvient malgré tout à rendre dans ses représentations de Leningrad la tristesse qui se dégage à la suite du destin tragique de la ville. La série « Leningrad pendant la Grande Guerre patriotique » est pour beaucoup de peintres le sommet de l'œuvre d'Ioudovine,.
Pendant toutes les années de guerre, même pendant le blocus de la ville de Leningrad, furent éditées des cartes-vues. En tout, entre 1941 et 1945, près de 400 cartes furent éditées, parmi lesquelles 26 avec des gravures d'Ioudovine. La série des cartes-vues de la période de guerre avec l'indication de la provenance par l'oblitération est devenue une rareté pour les philatélistes.
En 1945, Ioudovine édite un album de lithographies intitulé Leningrad,,.
Après la guerre parut encore une série de cartes-vues Vues de Leningrad (1946) et Leningrad aujourd'hui (1949).
Solomon Ioudovine est décédé le 5 décembre 1954 à Leningrad, à l'âge de 63 ans.

## Œuvres

### Formation de son style
L'orientation artistique et le style d'Ioudovine se sont formés en grande partie grâce à sa participation active à l'expédition Anski en Volhynie. Également sous l'influence de l'avant-garde russo-juive de l'École artistique de Vitebsk. Dans une moindre mesure, par ses contacts avec l'école artistique de Kiev. Avec Marc Chagall, Lazar Lissitzky Natan Altman, il a participé au rêve de création d'un nouveau style artistique juif réunissant l'avant-garde en peinture et l'art populaire juif. Dans chaque nouveauté des mains de ces artistes, en ce compris celles d'Ioudovine, apparaît toujours clairement la symbolique liée au monde du shtetl qui commence à disparaître et qui était et restait pour eux la principale source d'inspiration,,.
L'œuvre d'Ioudovine elle-même a influencé l'école artistique de Vitebsk. La combinaison ingénieuse de sujets d'ordre général avec des détails documentaires très concrets est poussée très loin chez Ioudovine et ces détails ajoutent à ses œuvres un symbolisme profond.
À la fin des années 1930, Ioudovine s'est converti au réalisme socialiste, s'intéressant au sort des Juifs prolétaires, ouvriers et paysans.

### Graphisme d'illustration

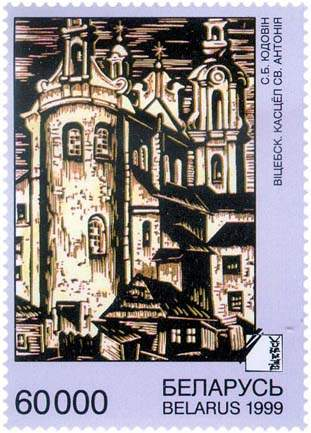
Timbre-poste avec le tableau de Ioudovine « Vitebsk. Église Saint-Antoine ». Biélorussie. 1999.

Le graphisme utilisé pour l'illustration de livres occupe la plus grande partie de l'œuvre d'Ioudovine, entre 1930 et 1940. Il travaillait surtout suivant la technique de la xylographie et de la linogravure,. Le niveau de qualité de son œuvre progressa durant cette période et il réussit à améliorer le rendu de la perspective en employant des moyens simples plutôt que des techniques sophistiquées.
Parmi ses premiers travaux en ce domaine, il faut citer les illustrations des recueils de vers de son homonyme le poète biélorusse Moïse Ioudovine en 1922 (« Kloubki ») (1922), celles du livre de P. Amp « cantique des cantiques » (1925). Puis plus tard les livres « Récits anciens » de Siméon Rosenfeld, « Sur le Dnieper » (1933) de David Bergelson, « Histoire de ma vie » (1934) de А. Svirsky, « Voyages de Benjamin III » (1935) de Mendele Moicher Sforim, « Récits de sept ghettos » de E. E. Kicha., « Le Juif Süss » de Lion Feuchtwanger (1938—1939), « poèmes » de Nikolaï Nekrassov, « romans historiques » (1949) d'Olga Forche et d'autres encore. Ioudovine a aussi illustré des œuvres d'auteurs non juifs tels Nicolas Gogol, Victor Hugo.
Durant sa vie d'artiste, Ioudovine créa les illustrations d'une soixantaine de livres, parmi lesquels sept pour l'une ou l'autre raison ne furent pas édités. Parmi celles qui ne furent pas éditées et qui sont des œuvres juives, il faut citer : « Ornements juifs folkloriques », « Le Juif Süss» et encore « Les voyages de Benjamin III ».
Lion Feuchtwanger appréciait beaucoup le travail d'illustration d'Ioudovine et lui en écrivit : « Je vous remercie de tout cœur pour votre lettre et surtout pour le beau cadeau : vos gravures. J'ai déjà écrit à un éditeur combien j'estime votre talent exceptionnel et comme j'aime vos gravures… »,

### Thèmes juifs

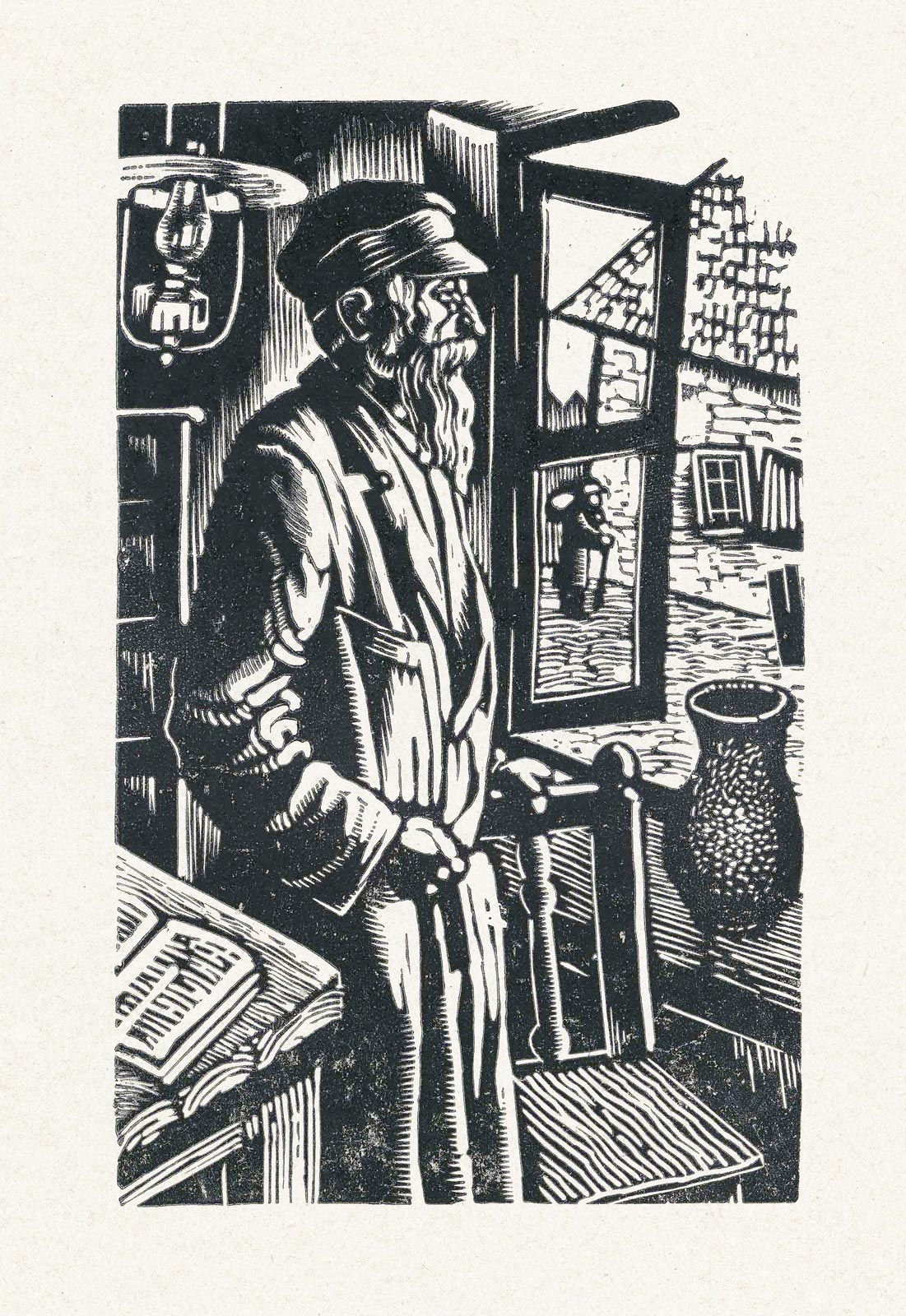
Vieillard à la fenêtre.
De la série « Byloe ». 1923.

Ioudovine vécut en grande partie à l'époque du stalinisme et il souffrit de la destruction de la culture yiddish et de l'apparition de l'antisémitisme en URSS. Il se lia d'amitié entre autres avec les peintres Marc Chagall, Lazar Lissitzky, avec l'écrivain Peretz Markish.

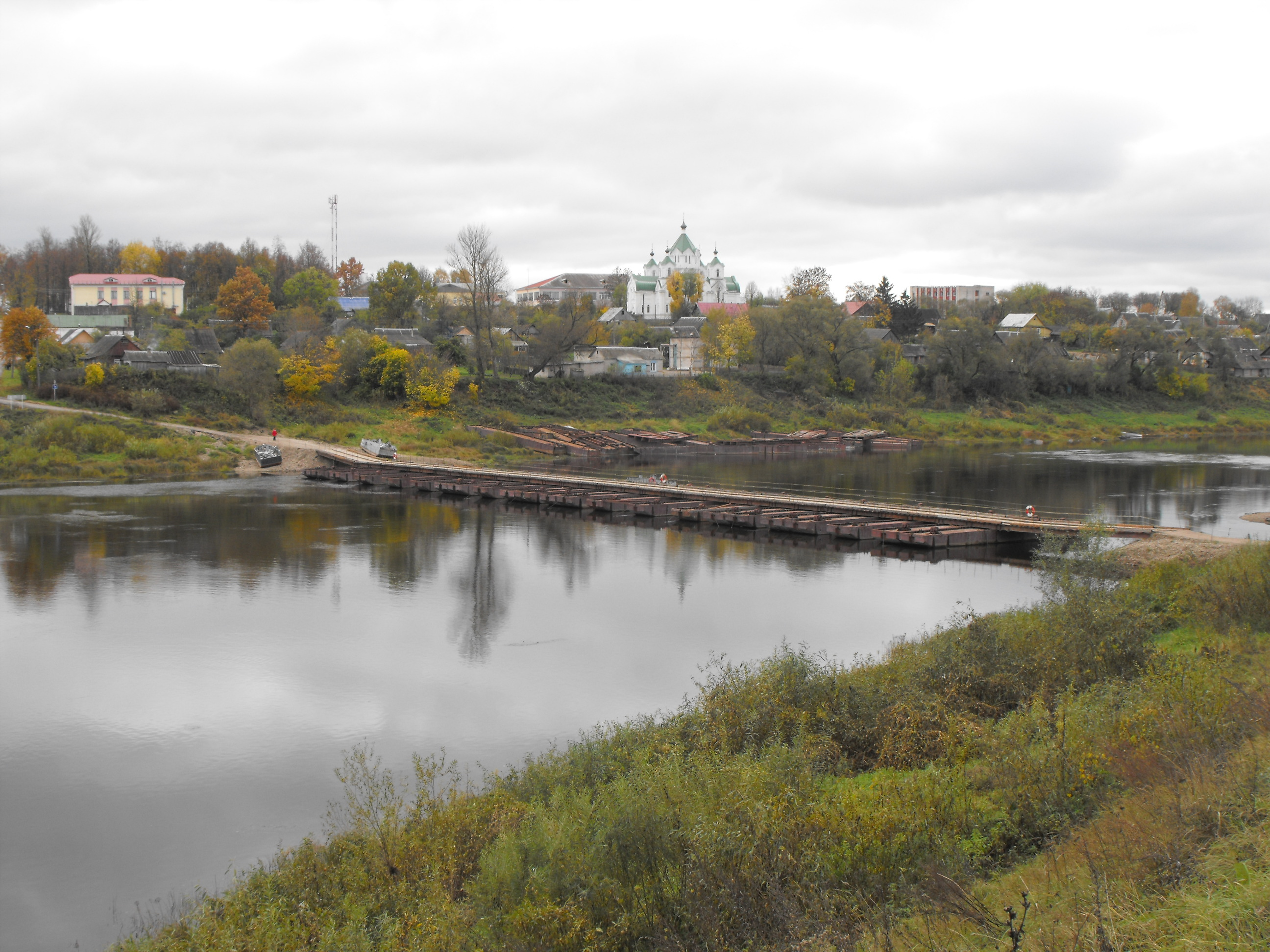
Bechenkovitchi : village natal d'Ioudovine

Depuis sa naissance, Ioudovine est imprégné de la culture du shtetl et toute son œuvre tourne autour de cette thématique juive. Dès les années 1920, il crée des scènes de vie dans les villages juifs. Les impressions d'enfance à Bechenkovitchi, son village natal, deviennent pour le peintre la base de la création d'un monde tout en tristesse : « Sabbat », vers 1920-26, « enterrement», 1926 ; « Victimes de pogroms », 1927. Il cherchait aussi des sujets dans les usines et les ateliers (« Forgeron juif », années 1930 ; « Le vendeur de craquelin », 1938-40.), il visite des kolkhozes juifs (« Au Kolkhoze », 1940). Dans aucune de ses œuvres sur des thèmes juifs ne se retrouve une vision froide et détachée qui apparaît parfois dans la représentation d'autres sujets. Il a créé un monde juif dans ses tableaux au sein duquel il vit et auquel il est attaché par des liens indissolubles,.
Dans les années 1920 et 1930, Iodovine a travaillé sur des œuvres de xylographie de la série « Byloe » (le passé), tentant de conserver la mémoire du monde disparu du shtetl,. Il créa de nombreux paysages des villages juifs et du vieux Vitebsk (« les musiciens revenant de la noce » 1939), également des gravures sur des motifs de l'art juif populaire (« deux ours avec une grappe de raisin », 1940), il prépara aussi toute la maquette du livre « Ornements juifs folkloriques » (1940, qui ne fut pas publié).
Parmi les thèmes juifs d'Ioudovine, on trouve aussi des portraits et des scènes de genre telles que (« Le vieux en kippa » 1925, « Le cordonnier » 1929). C'est ici que se révèle le mieux l'héritage de son maître Iouri Pen,.
Comme tous les peintres de l'école de Vitebsk (épisode de l'UNOVIS excepté) abordèrent tous à un moment ou à un autre, la peinture de genre et la représentation du mode de vie juive provinciale. Malgré leur attirance pour l'avant-garde, ils ne voulaient pas perdre le contact avec leurs racines nationales. Trois modèles de parcours se sont ensuivis pour les peintres de Vitebsk. Certains, comme Ioudovine, ont considéré l'art comme une arme au service du peuple juif. D'autres, comme Chagall, ont combiné recherches esthétiques, judéités et impératifs politiques au gré des époques. Un troisième groupe suivit par exemple Lissitzky et sacrifia son identité juive au profit de la recherche artistique et de l'art de la propagande.

## Expositions
Solomon Ioudovine prit part à beaucoup d'expositions dans les villes de Russie.
Les premières expositions de ses travaux datent de 1916, lors de « l'Exposition de peintres juifs » à Moscou, puis en 1917 pour « l'Exposition de peintres et de sculpteurs juifs » à Petrograd. Il prit encore part à Vitebsk à l'exposition : « Art populaire juif » (1918) et à « la Première exposition de l'état de tableaux de peintres locaux et moscovites » (1919).
À partir de 1920, il ne présenta plus que des dessins et des gravures.
Des expositions à son nom eurent encore lieu à Vitebsk en 1926 et en 1992 pour le centième anniversaire de sa naissance, à Iaroslavl en 1944, à Leningrad en 1956, à Jérusalem au Musée d'Israël en 1991.

## Lieux d'exposition de ses œuvres

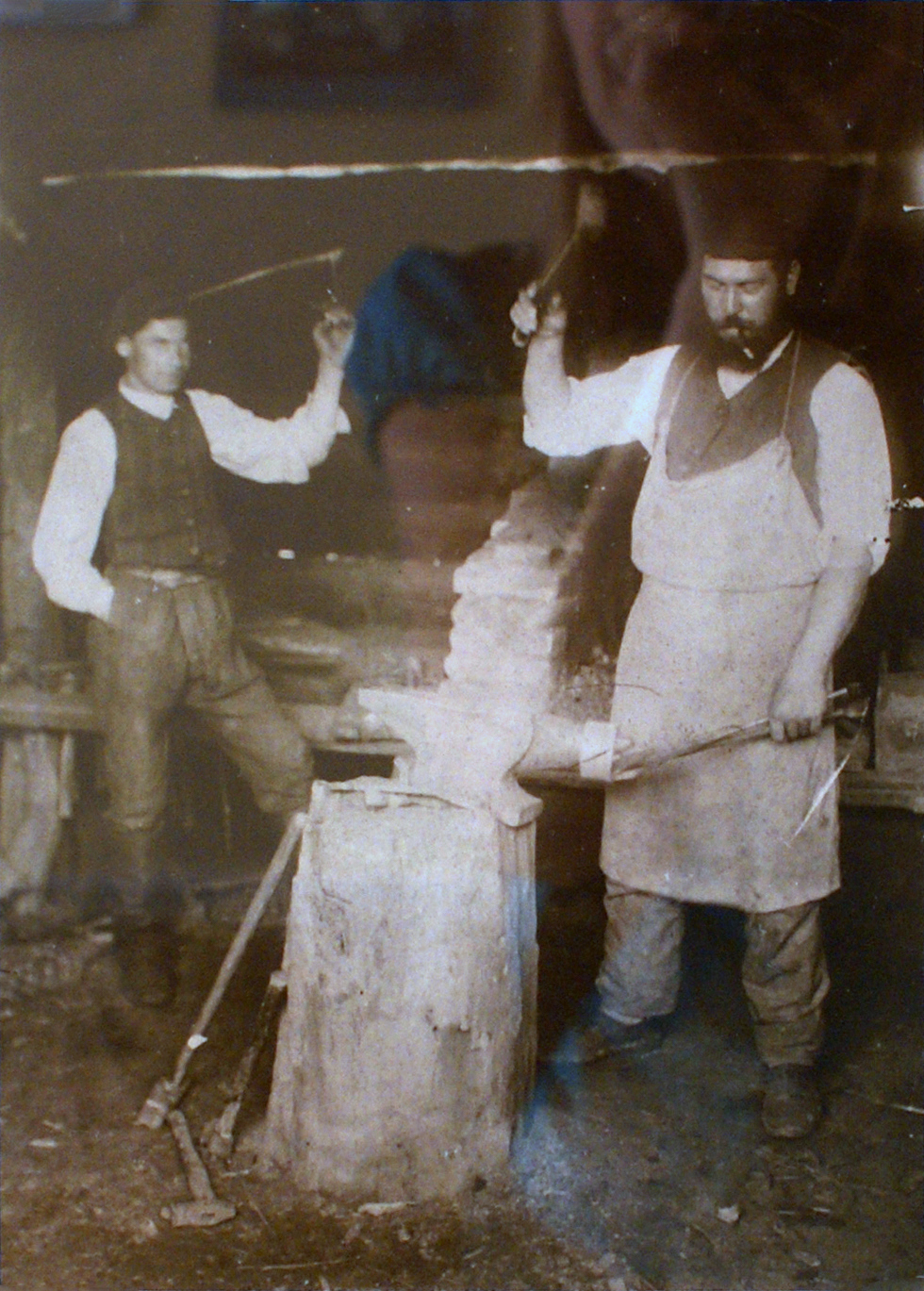
Maréchal-ferrant. Photo par S. Ioudovine

Les œuvres d'Ioudovine sont conservées à la Galerie Tretiakov, au Musée Russe, au Musée des beaux-arts Pouchkine, au Musée russe d'ethnographie, au Musée national des beaux-arts de Biélorussie, au Musée régional de Vitebsk, en Israël, dans des collections privées,.

### Sort des photos de l'expéditionShalom Anski
Les archives photographiques de l'expédition d'Anski pratiquement entièrement constituées par Ioudovine comptent environ 1 500 photos. Au début, elles furent conservées au musée de Saint-Pétersbourg d'histoire et d'ethnographie de la communauté juive. Plus tard, après la liquidation de ce musée, une partie des photos disparut, et le reste fut dispersé entre différents musées et archives de Russie, d'Israël et des États-Unis,.
Ioudovine lui-même, principal conservateur du musée après sa constitution, réussit à sauver quelques photos qu'il conserva pour lui. Il réussit à transmettre une partie des autres au musée ethnographique russe, une autre partie fut vendue par ses héritiers et différentes associations. Actuellement, la plus grande partie du fonds (320 photos) se trouve dans le fonds du centre « Judaïsme pétersbourgeois ». On ne sait pas où elles ont été conservées entre les années 1929 et le milieu des années 1950. Ioudovine conserva dans son appartement de Leningrad une partie de ses photos, mais après son décès en 1954, Natan Altman en hérita et les utilisa pour réaliser les illustrations d'une œuvre de Cholem Aleikhem. Après la mort de Natan Altman en 1970, c'est un artiste de théâtre qui en hérita, Alexandre Pasternak, puis au début 1990 un connaisseur d'histoire et de culture juive, Valère Dymchits.

## Éditions
- (ru)С. Юдовин. «Еврейский народный орнамент», Киев, 1920 г., линогрaвюра; (linogravure de S. Ioudovine : les ornements populaires juifs)
- (ru) у гравюрах С. Юдовіна (1926).pdf «Витебск в гравюрах С. Б. Юдовина» (на белорусском языке; 1926); Vitebsk en gravures de S. Ioudovine.
- (ru)С. Юдовин. «Гравюры на дереве», 1928 г.; (S. Ioudovine, gravures au village)
- (ru)С. Юдовин. Серия «Еврейский народный орнамент», 1920—1941 гг., ксилография; (Xylographie d'Ioudovine de la série : ornements populaires juifs.)
- (ru)Ленинград. С. Б. Юдовин. Автолитографии. 1945[26]; (Autobiographie d'Ioudovine)
- (ru)Юдовина С. П., Цинберг Т. С. «Юдовин С. Б.» Каталог выставки. Ленинград. 1956 (Catalogue d'exposition à Leningrad)
- (ru)Опыты «молодого человека для фотографических работ». Соломон Юдовин и русский пикториализм. Фотоархив экспедиций Ан-ского. СПб.: Петербургская иудаика, 2005 (Essais d'un jeune homme pour des travaux photographiques) (L'expédition de Shalom Anski)
- (ru) Plus d’informations sur le site de la galerie Proshly Vek[40].